# Empire centrafricain
4 décembre 1976 – 21 septembre 1979
(2 ans, 9 mois et 17 jours)
Entités précédentes :
- Ire République centrafricaine

Entités suivantes :
- IIe République centrafricaine

 (mars 2025).
Si vous disposez d'ouvrages ou d'articles de référence ou si vous connaissez des sites web de qualité traitant du thème abordé ici, merci de compléter l'article en donnant les références utiles à sa vérifiabilité et en les liant à la section « Notes et références ».
L'Empire centrafricain est le nom de la monarchie autocratique qui a remplacé la République centrafricaine et qui, à son tour, a été remplacée par la restauration de la république. L'Empire est créé quand Jean-Bedel Bokassa, président de la République puis président à vie, se proclame empereur sous le nom de Bokassa Ier le 4 décembre 1976. Bokassa a dépensé l'équivalent de vingt millions de dollars américains, un quart des revenus annuels du gouvernement du pays, pour la cérémonie de son couronnement. Le 21 septembre 1979, Bokassa a été déposé avec le concours des parachutistes français : la monarchie est abolie et la IIe République centrafricaine est proclamée.

## Proclamation de l'Empire

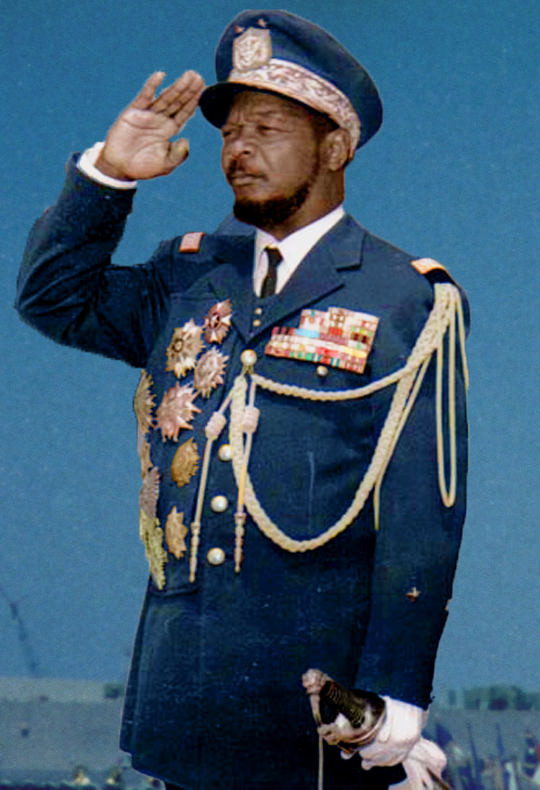
L'empereur Bokassa.

En septembre 1976, Bokassa a dissous le gouvernement et l'a remplacé par le Conseil de la Révolution centrafricaine. Le 4 décembre, au congrès du MESAN, Bokassa établit une nouvelle constitution et instaure la monarchie : l'« Empire centrafricain ». Il annonça sa reconversion au catholicisme et se couronna en tant que « Sa Majesté Impériale Bokassa Ier » le 4 décembre 1977. 
Son titre complet[réf. souhaitée] était Empereur de Centrafrique par la volonté du peuple centrafricain, uni au sein du parti politique national, le MESAN. Son accoutrement, sa cérémonie de couronnement extravagante et son régime étaient largement inspirés de Napoléon Ier qui transforma la République française consulaire, dont il était le Premier consul, en Empire français. La cérémonie de couronnement coûta à son pays selon les estimations environ 20 millions de dollars américains.
Bokassa tenta de justifier ses actes en avançant que le fondation d'une monarchie aiderait la Centrafrique à se « distinguer » du reste du continent et à gagner le respect du monde. Le couronnement coûta un quart du budget annuel du pays et toute l'aide de la France cette année-là, et malgré les invitations, aucun dirigeant étranger ne participa à l'événement. Beaucoup pensaient que Bokassa était fou, et comparèrent son extravagance égocentrique avec celle d'un autre dictateur africain à l'excentricité notoire, Idi Amin Dada.

## Chute

Étendard impérial de l'empereur Bokassa.

Dans la nuit du 20 septembre 1979, alors que Bokassa Ier se trouve en Libye dans l'optique d'un rapprochement avec le colonel Kadhafi, le SDECE lance l'opération Caban. Un commando infiltré du Service Action accueille le Transall du 1er RPIMa commandé par le colonel Briançon-Rouge à l'aéroport de Bangui-Mpoko. Après avoir neutralisé l'aéroport, des renforts atterrissent et le chef des Forces spéciales contacte le colonel Bernard Degenne basé à N'Djaména, capitale du Tchad, pour qu'il envoie ses « barracudas », nom de code de huit hélicoptères Puma et transports aériens Transall. La prise de Bangui peut débuter. Le lendemain aux alentours de minuit et demi, David Dacko, ministre impérial, annonce officiellement la chute de l'Empire centrafricain et proclame la République, dont il devient le président. 
Le 10 octobre 1979, l'hebdomadaire satirique français Le Canard enchaîné révèle l'affaire des diamants, qui révèle que Valéry Giscard d'Estaing, alors ministre, aurait reçu de Bokassa des diamants. L'affaire éclate quand Giscar est président de la république française, ce qui contribuera sa défaite lors de l'élection présidentielle française de 1981. Bokassa reviendra sur cette affaire dans un livre, au milieu des années 1980 au cours de son exil français. Empereur déchu, Bokassa se réfugie à Abidjan, en Côte d'Ivoire, pendant quatre ans, puis en France, dans son château d'Hardricourt dans les Yvelines, pour finalement retourner à Bangui en octobre 1986, bien qu'il y eût été condamné à mort par contumace. Il sera arrêté et jugé pour trahison, meurtre, cannibalisme et détournement de fonds[réf. souhaitée]. Le tribunal estima cependant que les preuves étaient insuffisantes pour confirmer les rumeurs de cannibalisme qui couraient à son sujet[réf. nécessaire].